# ستيف شيبرد
ستيف شيبرد (بالإنجليزية: Steve Shepherd)‏ هو ملاكم كيك بوكسينغ أمريكي، ولد في 10 أكتوبر 1950 في نيويورك في الولايات المتحدة.